# Need for Speed (film)
A Need for Speed 2014-ben bemutatott amerikai akciófilm, rendezője Scott Waugh.
A főszereplő Aaron Paul, mint utcai autóversenyző, aki elindul versenyezni, hogy bosszút álljon barátja haláláért.
Az Amerikai Egyesült Államokban 2014. március 14-én mutatták be, 3D-ben és IMAX-ban. Magyarországon egy nappal hamarabb magyar szinkronnal, március 13-án.

## Cselekménye
A film főszereplője az autószerelő Tobey Marshall (Aaron Paul), aki csapatával a csőd szélén áll. Egy illegális versenyen Tobey egy kis pénzhez jut, ám ez nem elég a fenntartáshoz. Ellenfele, az arrogáns ex-NASCAR pilóta, Dino Brewster (Dominic Cooper) megbízza egy autó felújításával, amiből maga Tobey is hasznot húzna. A rendezvényen, ahol kiállítják az eladásra szánt, gyönyörűen felújított Shelby Mustangot, a csapat megismerkedik az autószakértő Julia Maddonnal (Imogen Poots), aki felajánlja segítségét a műhely megmentésére. Az autó eladása után Tobey versenybe száll Dinoval, amiben csapatának egyik tagja, a fiatal Pete (Harrison Gilbertson) is részt vesz, aki Tobey régi barátnőjének, Anitának (Dakota Johnson) a testvére. Anita pedig Dino menyasszonya. Pete a versenyen életét veszti. A fiú halálával Tobey-t gyanúsítják, mivel az eredeti elkövető, Dino eltűnik a helyszínről.
Miután Tobey két év múlva kiszabadul a börtönből, eltervezi, hogy bosszút áll Dino-n, ami egyetlen módon lehetséges: ha elindul a De Leon-on, az illegális autóversenyen, amire a jelentkezők "meghívót kapnak" a rendezőtől, a különc milliomostól, Monarchtól. Tobey összeszedi régi csapatát és Julia segítségével belekezd a bosszúba. Végül beszervezik a De Leonba, ahol Anita segítségével Dino Agerájával indul, azzal amelyik Pete halálát okozta. A versenyt végül megnyeri és bosszút áll "ősellenségén", de börtönbe kerül az illegális versenyen való részvételért. Dino, akiről kiderül tényleg ő felelt Pete haláláért szintén börtönbe jut. Miután Tobey kiszabadul a börtönből új kalandok kezdődnek az életében csapata és új barátnője, Julia mellett.

## Szereplők
| Színész                  | Szerep                                                                                       | Magyar hang            |
| ------------------------ | -------------------------------------------------------------------------------------------- | ---------------------- |
| Aaron Paul               | Tobey Marshall: autószerelő, akit börtönbe zárnak egy bűncselekményért, amit nem követett el | Szabó Máté             |
| Scott 'Kid Cudi' Mescudi | Benny: Tobey csapatának egyik tagja                                                          | Kolovratnik Krisztián  |
| Michael Keaton           | Monarch: az illegális autóverseny házigazdája, egy különc milliomos                          | Epres Attila           |
| Dominic Cooper           | Dino Brewster: Tobey riválisa, aki Pete haláláért felelős                                    | Dányi Krisztián        |
| Imogen Poots             | Julia Maddon: Egy hozzáértő egzotikus autókereskedő, aki csatlakozik Tobey csapatához        | Földes Eszter          |
| Harrison Gilbertson      | Kis Pete Coleman: Anita öccse, Tobey csapatának tagja                                        | Molnár Áron            |
| Dakota Johnson           | Anita Coleman: Pete nővére, Tobey egykori barátnője, Dino menyasszonya                       | Csuha Bori             |
| Rami Malek               | Finn: Tobey csapatának tagja                                                                 | Fehér Tibor            |
| Ramón Rodríguez          | Joe Peck: Tobey csapatának tagja                                                             | Horváth-Töreki Gergely |
| Stevie Ray Dallimore     | Bill Ingram                                                                                  | Karsai István          |